# Agapetes similis
Agapetes similis är en ljungväxtart som beskrevs av Airy Shaw. Agapetes similis ingår i släktet Agapetes och familjen ljungväxter. Inga underarter finns listade i Catalogue of Life.